# ادوارد بانکر
ادوارد بانکر (انگلیسی: Edward Bunker; ۳۱ دسامبر ۱۹۳۳ – ۱۹ ژوئیهٔ ۲۰۰۵) یک هنرپیشه، و فیلم‌نامه‌نویس اهل ایالات متحده آمریکا بود.

## گزیده فیلمشناسی
از فیلم‌ها یا برنامه‌های تلویزیونی که وی در آن نقش داشته‌است می‌توان به آثار زیر اشاره کرد.
- ساعات کار (فیلم) (۱۹۷۸)
- قطار افسارگسیخته (۱۹۸۵)
- مردم محجوب (۱۹۸۷)
- مرد فراری (فیلم ۱۹۸۷) (۱۹۸۷)
- بهترین بهترین‌ها (۱۹۸۹)
- سگ‌های انباری (۱۹۹۲)
- بهترین بهترین‌ها ۲ (۱۹۹۳)
- کارخانه حیوانات (۲۰۰۰)
- طولانی‌ترین فاصله (۲۰۰۵)